# Phyllocnistis tropaeolicola
Phyllocnistis tropaeolicola is een vlinder uit de familie van de mineermotten (Gracillariidae). De wetenschappelijke naam van de soort werd voor het eerst geldig gepubliceerd in 2009 door Kawahara, Nishida & Davis.